# Piepke
Het Piepke is een klein boogbruggetje dat gebouwd werd in 1802 door Klaas Jans de Waard ten zuiden van het Nederlandse dorp Munnekezijl.
De brug werd gebouwd over een kleine waterverbinding tussen Munnekezijl en het gehucht 't Hoekje, achter de in 1425 aangelegde dijk, die van de Ruigewaard (het gebied boven Grijpskerk) binnendijks gebied maakte. De brug voorzag de boer van de ertegenover gelegen boerderij "Aeykemaheerd" van een looproute tussen zijn boerderij en zijn achter de dijk gelegen polderland. Ook diende het bruggetje als verbinding tussen Kommerzijl en Pieterzijl. Over de dijk was namelijk een stenen voetpad aangelegd tussen Kommerzijl en Munnekezijl, waarbij de brug een afslag bood naar Pieterzijl.
Het bruggetje wordt als eerste genoemd in een document uit 1815 dat het onderhoud regelde voor de brug als piepke of "pijpje". Op de sluitsteen aan de zuidkant van de brug bevindt zich het jaartal 1802. De brug is gemetseld uit bakstenen en heeft een ijzeren boog. Dit soort bruggen worden ook wel "steentil" genoemd in het Gronings.
Het bruggetje is in de regio vooral bekend geworden door een anekdote uit 1819. Deze verhaalt dat de eerder genoemde Klaas Jans de Waard, de toenmalige bewoner van de Aeykemaheerd die de eerste schout (burgemeester) van Grijpskerk (1811-1819) en kerkvoogd van de net gestichte kerk van Pieterzijl was, overleed op een modderpad na een dienstreis naar Zuidhorn, waarna zijn paard alleen aankwam.
In de 20e eeuw verviel het bruggetje steeds verder. Hoewel sommigen vonden dat het de moeite van het restaureren niet waard was, werd de boogbrug in 1993 toch hersteld door de Stichting Landschapsonderhoud Groningen. Een poging van de stichting Kluften en Waarden uit Grijpskerk om de boogbrug met hulp van de gemeente Zuidhorn en de provincie Groningen te bestemmen als rijksmonument mislukte dat jaar echter omdat de Rijksdienst voor Cultureel Erfgoed vond dat de brug 'te weinig landelijk belang' diende. De brug is eigendom van de stichting Kluften en Waarden, die ook een informatiebord bij de brug heeft geplaatst. De boogbrug heeft een tijdlang op de lijst met industrieel erfgoed van de Stichting Industrieel Erfgoed Noord-Nederland gestaan, maar maakt daar momenteel geen deel meer van uit.

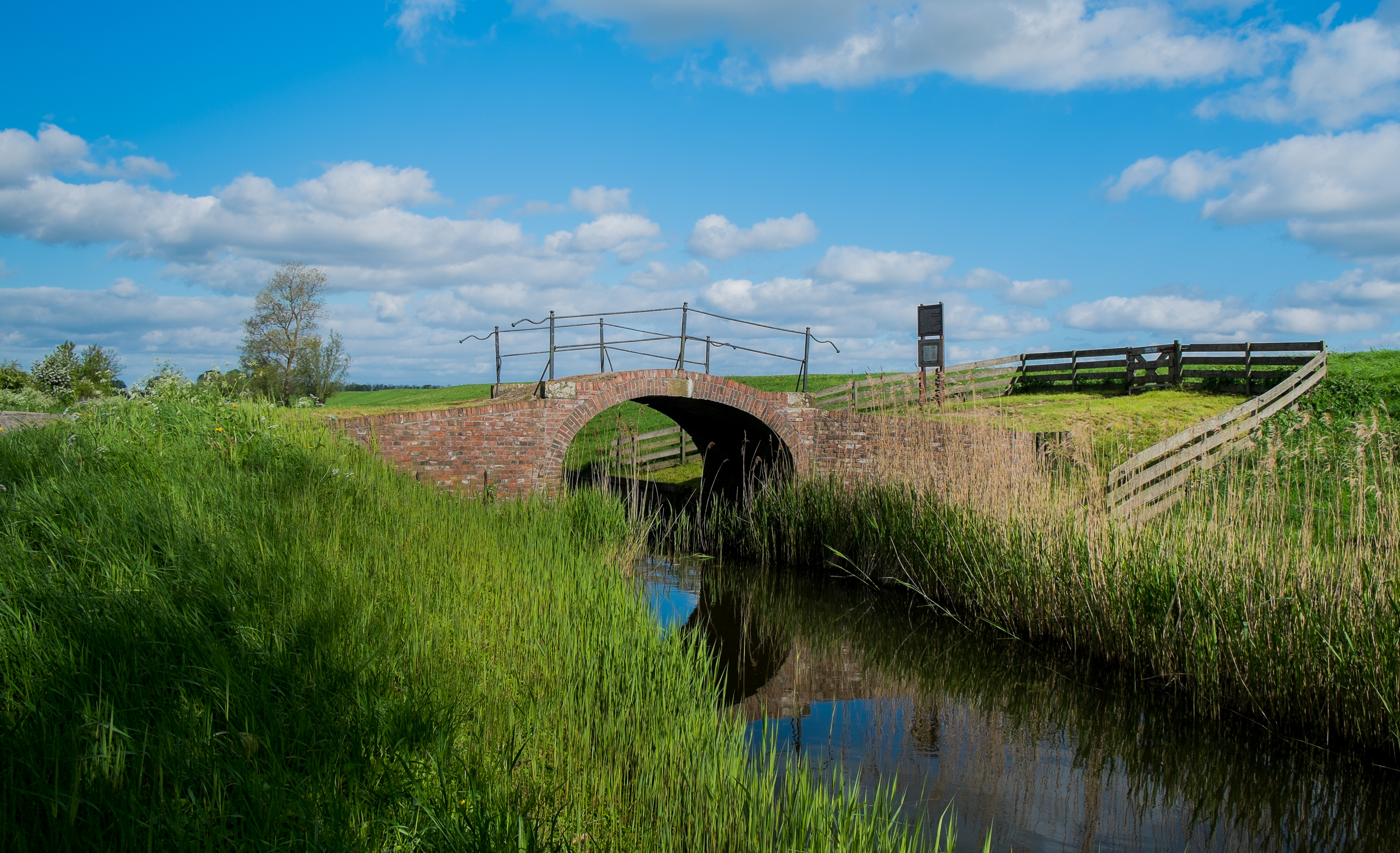
Het Piepke in de richting van Munnekezijl
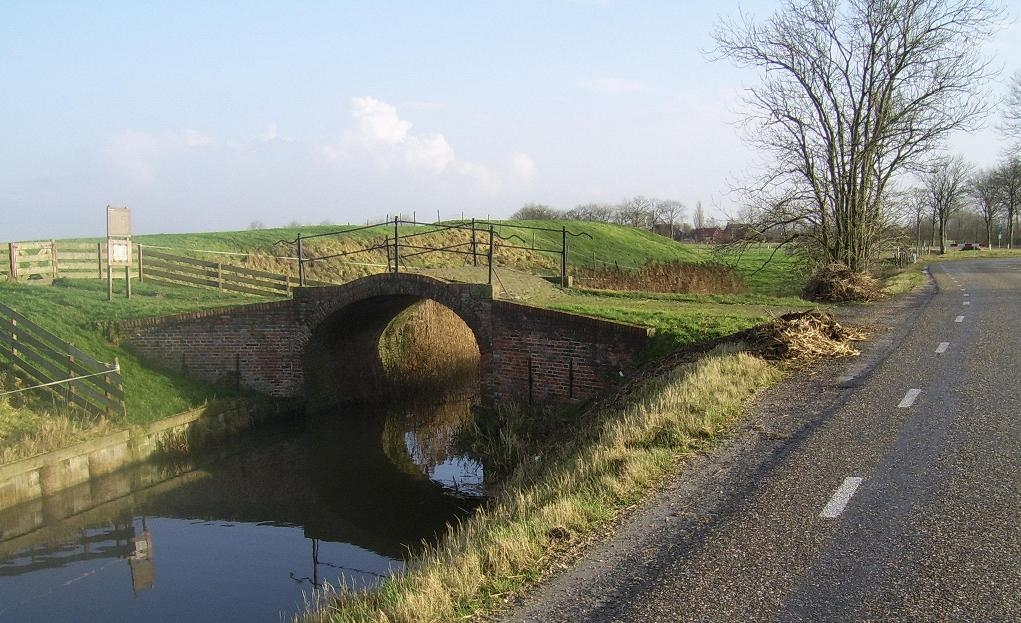
Andere zijde
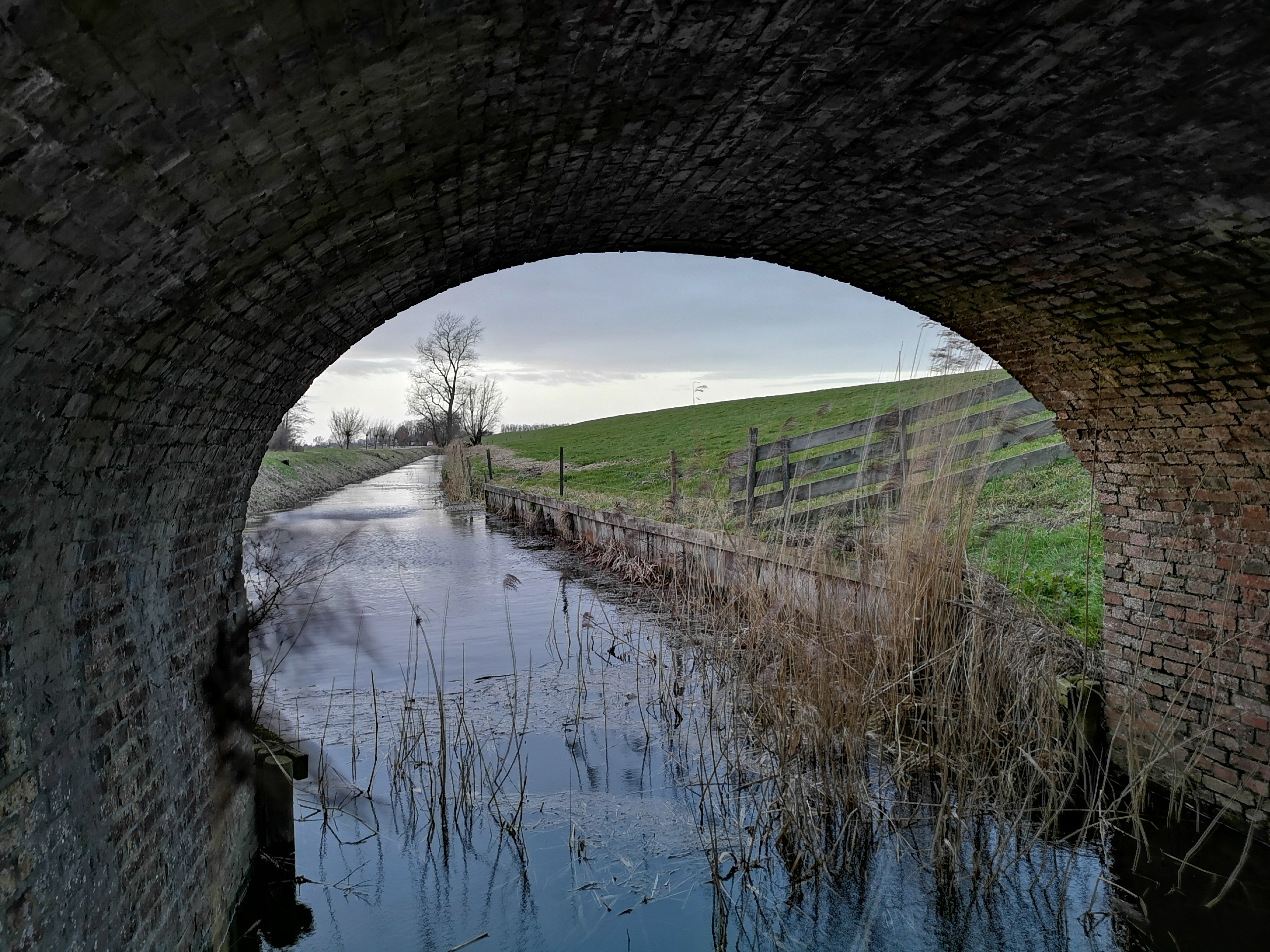
Onderzijde van de brug gezien richting Munnekezijl